# Friedrich Mauerkircher

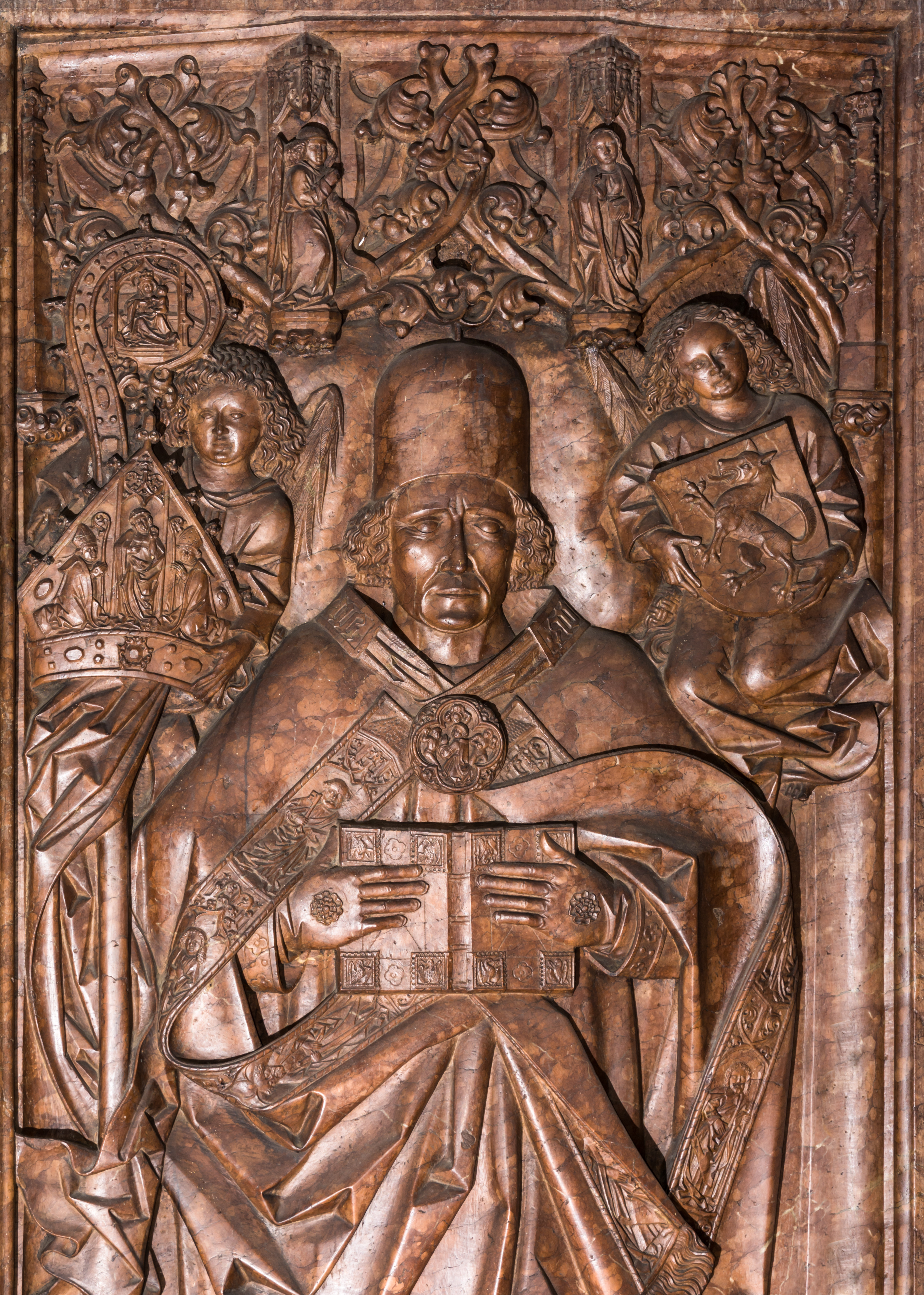
Epitaph in der Stadtpfarrkirche Braunau

Friedrich Mauerkircher (* unbekannt; † 1485) war von 1482 bis 1485 der 53. Bischof von Passau.
Geboren als Sohn einer Braunauer Bürgersfamilie war Mauerkircher zunächst Kanzler am Hof des Herzogs Georg des Reichen von Bayern-Landshut und ab 1446 dann Passauer Domherr. Er wurde bereits 1480 zum Bischof gewählt, musste dann aber gegenüber Georg von Hessler, der zum Gegenbischof gewählt wurde, zunächst zurückstehen. Infolgedessen kam es zu verhängnisvollen Auseinandersetzungen zwischen den beiden, in die auch die Passauer Bürger hineingezogen wurden. 1482 gipfelte der Streit in einer schweren Beschießung der Ilzstadt von der Veste Oberhaus aus.
Nach dem Tod Hesslers trat Mauerkircher schließlich dessen Nachfolge als Bischof an. In seine Amtszeit fällt unter anderem die Vollendung der Kirche St. Salvator. Mauerkircher starb jedoch bereits drei Jahre nach seinem Regierungsantritt. Er liegt in der Stadtpfarrkirche Braunau begraben.